# Ružičasti kakadu
Ružičasti kakadu (Eolophus roseicapilla, Eolophus roseicapillus) je vrsta papigašica iz porodice kakadua vrlo rasprostranjenih i čestih u Australiji. To je srednje velika čvrsto građena vrsta kakadua upadljivo ružičasto i sivo obojenog perja. Kukma im je kratka i usmjerena prema natrag, a dugačka krila dosežu gotovo do vrha blago zaokruženog repa. To je jedina vrsta u rodu Eolophus.
Područje na kojem žive kao i gustoća populacije ove vrste su u porastu. To se pripisuje rastu utjecaja ljudi na okoliš mijenjanjem suhih staništa u poljoprivredne površine, pogodne za uzgoj ovaca, pšenice i kukuruza. Ovo prostorno širenje i jačanje populacijske gustoće negativno se odražava na druge vrste kakadua. U Sjevernoj Australiji ružičasti kakadu je zaštićena vrsta, dok se u drugim dijelovima Australije redovno dozvoljava njegov odstrel, jer ga se smatra štetočinom.
Vrsta je monogamna, a par niz godina koristi istu duplju za gnijezdo. Veličina legla ovisi o ponudi hrane, a događa se, da u nepovoljnom godinama par niti ne pokušava imati mladunce.
Stopa smrtnosti ružičastih kakadua je vrlo visoka. Razlozi su različiti: od ruke poljoprivrednika stradava oko 3/4 uginulih kod kojih se mogao odrediti uzrok uginuća, 7% su ubile domaće mačke (što je indirektno isto posljedica ljudskog djelovanja jer one nisu dio izvorne australske faune nego ih je ovamo doveo čovjek), 7% ubijaju grabljivice a 5% stradava u cestovnom saobraćaju (ponovo posljedica djelovanja ljudi). Praćenje 100 parova u prirodi je pokazalo, da jedan par mora 8 puta imati uspješno leglo, da bi dva mladunca doživjela starost od tri godine.
Ptice su vrlo društvene, i oblikuju vrlo velika jata. Glasne su, no nemaju razvijeno vlastito glasovno upozorenje za opasnost. Kako često lete u jatima zajedno s drugim vrstama (žutokukmasti kakadu i Cacatua sanguinea), naučile su prepoznati njihove znakove upozorenja za opasnost, pa zajedno s njima uzlijeću i bježe.

## Vanjske poveznice
|  | Zajednički poslužitelj ima još gradiva o temi Ružičasti kakadu |
|  | Wikivrste imaju podatke o taksonu Ružičastom kakaduu           |